# Monolog
Monolog predstavlja iznošenje misli jedne osobe naglas. Karakterističan je za dramu, najčešće za glasno iskazivanje misli karaktera, mada se isto tako koristi za direktno obraćanje drugom karakteru ili publici. Monolozi se često koriste u mnogim dramskim medijima (dramama, filmovi, itd.) kao i u nedramskim medijima, kao što je poezija. Monolozi imaju mnogo zajedničkog sa nekoliko drugih literarnih formi uključujući solilokvijume i apostrofe. 
Suprotnost monologu je dijalog, koji predstavlja razgovor dva ili više lica.

## Spoljašnje veze
- Архивирано на веб-сајту  (17. фебруар 2012)
- Архивирано на веб-сајту  (15. април 2021)